# Ricard Vinyes i Ribas
Ricard Vinyes i Ribas (Barcelona, 1952) és un historiador i professor universitari català, catedràtic d'Història contemporània a la Universitat de Barcelona.

## Biografia

### Dades professionals
Ha estat professor visitant a reconegudes universitats americanes, i ha dirigit projectes de recerca a la Fondazione Giangiacomo Feltrinelli, És membre del Consell de redacció de diverses revistes científiques i col·laborador habitual a les pàgines d'opinió als diaris El País i Público. Assessor històric de diversos documentals, entre els quals destaca Els nens perduts del franquisme, ha comissariat exposicions relatives als conflictes històrics contemporanis al Centre de Cultura Contemporània de Barcelona, al Museu d'Història de Barcelona, i al Museu d'Història de Catalunya. El 2004 el Govern de Catalunya li va atorgar el Premi Nacional de Patrimoni Cultural pel Comissariat de l'exposició Les presons de Franco. Ha estat vocal del jurat de diverses edicions  dels Premis Ciutat de Barcelona.
Ha presidit la Comissió Redactora del Projecte del Memorial Democràtic (2005), i per encàrrec del Govern basc la Comisión para un proyecto de redacción de un Centro de la Memoria para el País Vasco (2011), que han establert les directrius generals de les polítiques públiques de la memòria a Catalunya i al País Basc. Ha assessorat diversos projectes relatius a polítiques i institucions memorials a Chile, Argentina i Brasil. El 2011 va ser nomenat pel govern d'Espanya membre de la Comisión de Expertos para el Futuro del Valle de los Caídos. La seva recerca sobre el presidi polític femení i les deportacions infantils des de les presons vers els centres eclesiàstics i de l'Estat entre 1939 i 1949 van servir de base empírica documental als Autes 399/2006 V, i, 53/2008 E del Jutge Baltasar Garzón per investigar els crims perpetrats per la dictadura del general Franco.

### Recerca historiogràfica
La seva recerca s'ha dedicat a l'estudi de la cultura política de les classes subalternes, a l'estudi de la repressió franquista durant la postguerra espanyola; el seu llibre "Irredentas. las presas políticas y sus hijos en las cárceles franquistas (2002)" va esdevenir una obra pionera i de referència en la recerca de l'univers carcerari i la presó política femenina d'aquells anys que han servit de base empírica documental als autes del Jutge de l'Audiencia Nacional, Baltasar Garzón i al documental Els nens perduts del franquisme. En l'actualitat és un dels especialistes més reputats internacionalment en els estudis relatius a la memòria col·lectiva. És autor de nombrosos llibres i articles, entre els quals destaquen:
- 1983: Catalunya internacional. El frontpopulisme en l'exemple català
- 1989:  La presència ignorada. La Cultura comunista a Catalunya, 1840-1931
- 1998: El soldat de Pandora. Una biografía del segle XX
- 2002: Irredentas. Las presas políticas y sus hijos en las cárceles de Franco
- 2002: Els nens perduts del franquisme
- 2004:  El daño y la memoria. Las prisiones de Maria Salvo
- 2009: El Estado y la memoria. gobiernos y ciudadanos ante los traumas de la Historia
- 2011: Asalto a la memoria. Impunidades y reconciliaciones, símbolos y éticas
- 2018: Diccionario de la memoria colectiva (Director)
- 2023: Crítica de la razón compasiva